# Dom za vešanje
Dom za vešanje (traducido literalmente del serbio «Casa para colgar», conocida como El tiempo de los gitanos en España, y Tiempo de gitanos  en Hispanoamérica) es una película yugoslava dirigida por Emir Kusturica, por la cual recibió el premio a Mejor director en el Festival de Cannes, Francia. La película se centra en la vida de Perhan, interpretado por Davor Dujmović, un gitano adolescente con poderes telequinéticos, que vive una trágica aventura al salir de su pobreza teniendo éxito como gánster.
La banda sonora fue compuesta por Goran Bregović y consiste en gran parte en versiones de composiciones folclóricas gitanas. La canción "Ederlezi" aparece en numerosas escenas de la película, incluyendo la más espectacular, aquella en la que los gitanos festejan el día de San Jorge. De hecho, gran parte del reparto de la obra es de etnia gitana.

## Argumento
Perhan vive en el sur de Yugoslavia con su devota abuela Hatidža (Ljubica Adžović), su alocado tío Merdžan y su hermana Danira, enferma de osteomielitis. Perhan está enamorado de Azra (Silonicka Trpkova), pero la madre de esta lo desprecia por su pobreza y por ser el hijo de un esloveno no gitano. Un día llega Ahmed (Bora Todorovic), el "jeque de los gitanos" que solicita los poderes mágicos de Hatidža para sanar a su hijo. A cambio, Ahmed llevará a Danira a Liubliana, donde la curarán de su enfermedad. Perhan la acompañará. Luego de dejar a Danira en el hospital, Ahmed lleva a Perhan a Milán, donde este descubre que aquel maneja un negocio de explotación de prostitutas y niños mendigos. Tras un tiempo Perhan regresa rico y solicita casarse con Azra, se celebra la boda pero descubre que está embarazada y sospecha que el niño no es suyo, sin embargo Azra muere a dar a luz sumiendo a Perhan en un gran sufrimiento. Decide matar después a Ahmed porque descubre que utilizó a su hermana Danira y no la ayudó como le había dicho, pero Perhan igualmente sufrirá un trágico final.

## Reparto
- Davor Dujmović: Perhan
- Bora Todorović: Ahmed
- Ljubica Adžović: Hatidža (abuela)
- Sinolička Trpkova: Azra
- Husnija Hasimović: Merdžan (tío)
- Elvira Sali: Danira
- Zabit Memedov: Zabit
- Suada Karišik: Džamila
- Sedrije Halim: Ruza, madre de Azra

## Versiones
Si bien la versión que se distribuyó durante su estreno en cines (y la que se puede encontrar actualmente en VHS) dura 142 minutos, la versión original para la televisión yugoslava dura alrededor de 300 minutos y tan solo se ha distribuido en DVD recientemente en algunos países de Europa oriental. De hecho el DVD incluso en su versión reducida, se ha editado en pocos países.

## Premios
En el Festival de Cannes 1989, Emir Kusturica ganó el premio al mejor director y la película también fue nominada a la Palma de Oro. En la vigésimo sexta edición de los Premios Guldbagge en Suecia 'Dom za vešanje'´ ganó el premio a la mejor película extranjera. Además, fue nominada a la mejor película extranjera en los Premios César 1990 en Francia.
| Año  | Categoría      | Película                 | Resultado |
| ---- | -------------- | ------------------------ | --------- |
| 1989 | Mejor Director | El tiempo de los gitanos | Ganador   |